# Francisque (acteur)
Pour les articles homonymes, voir Francisque.
François Moylin ou Molin, dit Francisque, est un comédien et un directeur de troupe, né vers 1690 et mort après 1756, actif en France, notamment à Paris sur le théâtre de la foire, à Londres et à Bruxelles où il dirige le Théâtre royal de La Monnaie. Il fait partie d'une famille de comédiens actifs durant tout le XVIIIe siècle.

## Biographie
Acteur forain et entrepreneur de spectacles, Francisque joue d'abord en province et vient à Paris pour la foire Saint-Germain de 1715, puis pour celle de 1718.
De novembre 1718 à février 1719, la troupe de Francisque joue à Londres au théâtre de Lincoln's Inn et au King's Theatre ; le 14 février 1719, elle joue en présence de la cour et « d'un grand nombre de nobles et de gentry » ; à partir du 16 février, la troupe joue Arlequin balourd, une pièce en français écrite par Michel Procope-Couteaux ; le roi George Ier assiste à la troisième représentation. Dans le prologue de l'édition, l'auteur écrit « je voiois [voyais] souvent Mr. Francisque qui a infiniment de l'esprit & du goût ; je puis dire sans le flater, que sa moindre qualité est d'être excellent Arlequin. Je lui parlai de ma pièce, il m'inspira l'envie de la faire représenter, & il le donna même plusieurs idées qui n'ont pas peu contribué à la réussite ».
En 1720 Francisque monte à Paris une troupe composée en grande partie de sa famille, dans laquelle son frère Simon joue les Arlequins ; sa nièce est la danseuse et chorégraphe Marie Sallé.
La troupe joue des pièces écrites par Alain-René Lesage, Jacques-Philippe d'Orneval et Louis Fuzelier à la Foire Saint-Germain, et Francisque y tient le rôle d'Arlequin : La Statue merveilleuse, Arlequin roi des ogres, ou Les bottes de sept lieues et La queuë de verité en 1720 ; Arlequin Endymion, La forêt de Dodone, La fausse-foire, La boîte de Pandore et La tête-noire en 1721.
À la foire Saint-Laurent de 1721, Francisque est autorisé à ouvrir un spectacle d'opéra-comique. Ce privilège n'est pas reconduit ; en 1722 le Théâtre français obtient de faire appliquer dans toute sa rigueur un arrêt du Conseil de 1718 qui limitait les spectacles de la foire à un seul rôle parlé ; Francisque passe commande à Alexis Piron d'un monologue ; Piron écrit Arlequin Deucalion en trois actes qui a un énorme succès lors de la foire de 1722 : Piron y a imaginé un Arlequin seul rescapé du Déluge et qui, tout naturellement, soliloque, avec deux autres voix inattendues : celle d’un perroquet et celle d’un polichinelle de bois,.
Francisque quitte Paris en 1723 et parcourt à nouveau la province : Grenoble, Nancy, Rouen, Amiens, Avignon, Marseille, Bordeaux, Toulouse ; il travaille à La Haye, à Bruxelles où il dirige en 1733 le Théâtre royal de La Monnaie (Nicolas Huau lui succède l'année suivante), et à Londres en 1734-1735 au Little Theatre du Haymarket ; dans  sa troupe figure le danseur Jean-Baptiste Malter,.
La dernière mention qu'on ait de lui date de 1756 et on ne lui connaît ni épouse ni descendance.